# Gorizia (famiglia)
I Gorizia, conosciuti anche come Mainardini, furono una dinastia che intrecciò il suo destino con l'omonima contea, nonché con il Tirolo ed il patriarcato di Aquileia, di cui essi detenevano l'avvocazia. Essi controllarono tra alterne fortune la contea di Gorizia fino al 1500, anno che vide la scomparsa di Leonardo, ultimo rappresentante della casata. Il feudo allora passò nelle mani degli Asburgo. Si deve alla famiglia la costruzione e i successivi ampliamenti, del castello che ancora oggi domina la città di Gorizia, risalente all'XI secolo.
Tra i membri della famiglia si contano regine e re di Boemia e Polonia, duchi di Carinzia e Carniola, margravi di Istria e Moravia, conti di Gorizia e del Tirolo.

## Storia

### La nascita
Il predicato della casata deriva, come di consuetudine, da un toponimo. Esso infatti corrisponde al nome del castello di Gorizia, loro sede.
Il primo Gorizia di cui si ha una notizia storica certa è Mainardo, nome riprodotto in un diploma del 1117 che riguardava una donazione dell'arcivescovo Corrado di Salisburgo a favore del monastero salisburghese di Nunnberg. Tra i testimoni vi si nomina un certo "Meginhardus comes de Goerze".

### Il problema delle origini
Decisamente complicata è la questione della genealogia di questa famiglia. Il problema della determinazione delle origini è stato affrontato da diversi storici, soprattutto di area tedesca: tra questi vanno senza dubbio ricordati Hans Wiesflecker, Heinz Dopsch, Wilhelm Baum. Sebbene non venga confermato esplicitamente, diversi indizi fanno ritenere che la famiglia dei conti di Gorizia discendesse da una famiglia bavarese, gli Ariboni. In particolare è il diritto di avvocazia, ovvero una tutela che le famiglie nobiliari apponevano a certe entità ecclesiastiche (spesso monasteri da loro stessi fondati), ad attirare gli studiosi su questa pista.
Ebbene, su alcune abbazie fondate dagli Ariboni (ad esempio, le abbazie di Seeon in Baviera, fondata nel 994 da Hartwig vescovo di Salisburgo, quella di Göss in Stiria nel 1020 da Aribo arcivescovo di Magonza, la canonica femminile di Sankt Georgen am Längsee in Carinzia da Wichburga sorella dell'arcivescovo di Salisburgo, il già citato Hartwig e soprattutto l'abbazia di Millstatt, fondata secondo la leggenda nel VII secolo, ma stando a fonti più attendibili intorno al 1070) i Goriziani avevano il diritto di avvocazia. In particolare, è Jakob Unrest, cronista carinziano del XV secolo a dare indicazioni interessanti, asserendo essere stata Millstatt fondata da "uno di Baviera" (einer von Payern). Nel 1284, in un accordo tra le abbazie di Millstatt e Seeon i monaci ricordano di essere legati dalla stessa famiglia di fondatori. Nel 1020, il marito della già citata Wichburga, Othwin di Pusteria e il figlio Volkhold fondano il monastero di Castelbadia (Sonnenburg); ed è sempre Unrest a definire Othwin "uno di Gorizia".
Per districarsi in questa selva di date, nomi, fondazioni, passaggi di proprietà, bisogna fare un salto indietro e ripercorrere rapidamente la storia degli Ariboni. Si trattava di una potente famiglia nobile, che fornì più di un conte palatino, ovvero il vicario dell'imperatore per la Baviera, già nella seconda metà del IX secolo. La loro potenza era andata aumentando durante tutto il secolo X, ma nel 1055 essi caddero in disgrazia: in seguito a non si sa quale fatto, nel 1055 furono accusati di alto tradimento i fratelli Aribo e Boto; le accuse fecero loro perdere l'incarico di conte palatino e costarono loro il bando dalla Baviera, dopodiché ripararono in Carinzia (contestuale è la fondazione di Millstatt). 
L'ipotesi più accreditata è che Mainardo I ed Enghelberto I, capostipiti della famiglia dei conti di Gorizia siano stati nipoti di Aribo e Liutgardo. Altro dato significativo risale ad un fatto del XII secolo: la sepoltura di Hartwig nipote di Aribo al monastero di Millstatt viene profanata (miracolosamente trovata fuori dalla tomba secondo una cronaca) in un momento di frizione tra l'abbazia e il suo avvocato conte di Gorizia (spesso, infatti i cosiddetti avvocati erano i più ingordi nemici dell'ente "tutelato"); è quindi probabile che si trattasse di una ripicca nei confronti dei conti di Gorizia, di cui fece le spese la sepoltura di un antenato. Fonti danno come Mainardo I o Enghelberto I antenati della famiglia Di Graben di Stein.
Sintomatico è anche il passaggio ai Conti di Gorizia di diversi beni già appartenuti agli Ariboni. È quindi da ritenersi, con un ragionevole margine di sicurezza, che i Conti di Gorizia discendano da quell'antica famiglia bavarese. Eppure restano alcuni quesiti irrisolti, su cui la moderna storiografia non è stata in grado di dare risposte soddisfacenti, come ad esempio perché i nomi Enghelberto e Mainardo, piuttosto comuni tra i conti di Gorizia, non compaiono mai presso gli Ariboni.
Un'altra ipotesi è che essi siano discendenti dei Sigeardingi.

## Dinastia
- Mainardo III (I) (? - 1258) I conte di Gorizia e Tirolo con Adelaide (? - 1275), figlia di Alberto del Tirolo

### Ramo Tirolese

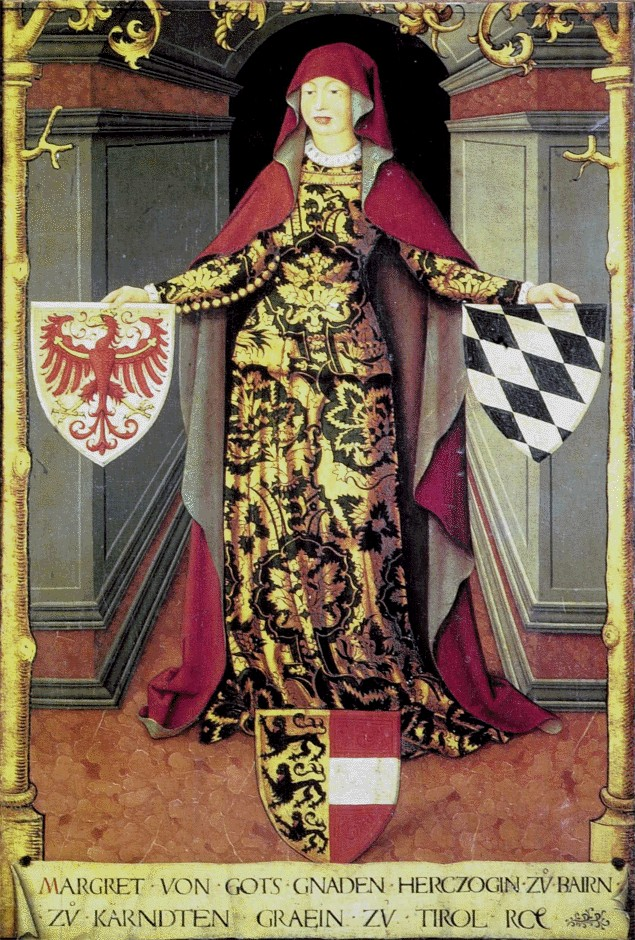
Margherita di Tirolo-Gorizia - olio su tela, prima metà del secolo XVI

- Mainardo IV (II) (? - 1295) duca di Carinzia, conte di Gorizia e Tirolo, capitano del popolo a Trieste (1270) con Elisabetta vedova di Corrado IV di Hohenstaufen
  - Otto
  - Alberto
  - Enrico (? - 1335) re di Boemia e Polonia
    - Margherita detta "Maultasch" (1316 - 1369) sposa Giovanni Enrico di Lussemburgo (1330 - 1341); sposa Ludovico V di Baviera margravio del Brandeburgo (1342)
      - Mainardo III (1343 - 1363)

  - Elisabetta sposa di Alberto I d'Asburgo

### Ramo di Gorizia

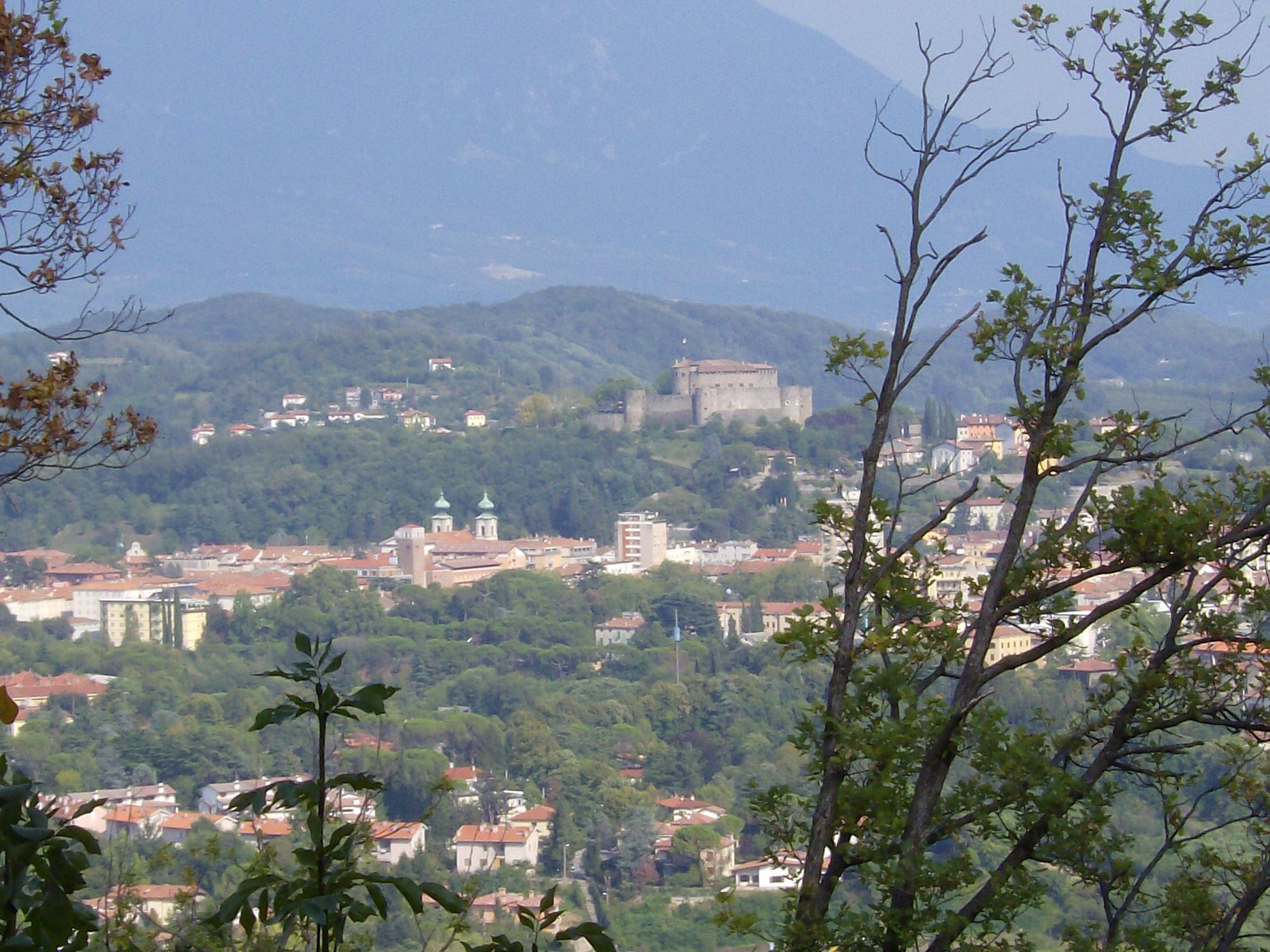
Veduta del Castello di Gorizia

- Alberto I promesso (1262) a Eufemia figlia di Ermanno di Ortenburg, sposa (1266) Eufemia di Slesia-Glogau
  - Enrico II (? - 1333) vicario imperiale a Treviso (1322), sposa Beatrice (1297) figlia di Gherardo da Camino
    - Mainardo VI (V) (? - 1318)
    - Giovanni Enrico (?- 1338)
    - Agnese sposa Alberto II della Scala

  - Alberto II sposa Elisabetta d'Assia, sposa Eufemia di Matsch
    - Alberto III (? - 1374) sposa Caterina figlia di Federico conte di Cilli
    - Mainardo VI (? - 1385) sposa Caterina figlia di Ulrico di Pfannenberg, sposa Utehild figlia di Ulrico di Matsch
      - Anna sposa Stefano Frangipane (1352)
      - Ursula sposa Enrico di Schaumberg (1362)
      - Elisabetta sposa Guglielmo di Cilli (1373)
      - Eufemia sposa Nicolò di Segna (1370)
      - Caterina promessa (1361 a Leopoldo III d'Asburgo, sposa (1372) Giovanni duca di Baviera-Monaco
      - Enrico IV (1385 - 1454) promesso (1382) con Elisabetta figlia di Leopoldo III d'Asburgo, sposa (1407 - 1421) Elisabetta figlia di Ermanno II di Cilli, sposa Caterina figlia di Nicolò Gara
        - Margherita sposa Giovanni di Ottingen
        - Anna sposa Brunoro della Scala (1437)
        - Giovanni (? - 1462) promesso a Elisabetta figlia di Ulrico di Cilli
        - Lodovico (? - 1456?
        - Leonardo ultimo conte di Gorizia (1440 - 1500) sposa Paola Gonzaga (1477), figlia di Ludovico III Gonzaga, II marchese di Mantova

      - Giovanni Mainardo (? - 1429) sposa Maddalena figlia di Federico duca di Baviera

    - Enrico III (? - 1362 ca.) sposa Ziliola figlia di Iacopo di Carrara

  - Clara sposa Andrea III re d'Ungheria (1286)
  - Eufemia

#### Litigio sull'eredità di Gorizia
Poco prima della sua morte nel 1500, il conte Leonardo stipulò un trattato di successione con Massimiliano I su sollecitazione del capitano distrettuale di Gorizia Virgil von Graben e del capitano del castello di Gorizia Luca di Graben: alla sua scomparsa, la contea sarà infatti incorporata nei territori asburgici. Fu sepolto a Lienz, dove morì: il cenotafio si trova nel duomo di Gorizia. Alla morte del conte Leonardo, il 12 aprile 1500, Massimiliano ottenne il facile passaggio di proprietà sempre grazie a Virgil von Graben, divenuto reggente di Gorizia. Virgil von Graben interruppe la sua collaborazione con i veneziani, che fu segreta fino ad allora, impegnandosi fortemente per l'ingresso del territorio nell'orbita asburgica. Come premio per i suoi servigi, ottenne dall'imperatore il titolo di Statthalter della città di Lienz. Questi eventi aumentarono la tensione politica tra Venezia e gli Asburgo e vennero a costituire uno degli antefatti per la guerra di Gradisca.